# Зидарци
Зидарци (болг. Зидарци) — село в Болгарии. Находится в Перникской области, входит в общину Перник. Население составляет 97 человек.

## Политическая ситуация
Зидарци подчиняется непосредственно общине и не имеет своего кмета.
Кмет (мэр) общины Перник — Росица  Йорданова Янакиева (коалиция в составе 2 партий: Болгарская социал-демократия (БСД), Болгарская социалистическая партия (БСП)) по результатам выборов.